# 鄧猛女
鄧 猛女（とう もうじょ）は、後漢の桓帝の2番目の皇后。本貫は南陽郡新野県。鄧禹の玄孫娘。

## 経歴
実父の鄧香を早くに亡くし、母の宣は梁紀（梁冀の正妻の孫寿の母の兄弟）に再嫁した。その後、容姿美しく育った猛女は、孫寿の養女となり、永興2年（154年）、梁猛女の名で後宮に入って采女（後漢皇帝の側女）となった。桓帝の寵愛を受け、皇后梁女瑩の死後に貴人に上った。
延熹2年（159年）、梁冀が誅殺された後、猛女は皇后に立てられた。桓帝は梁氏を嫌悪したため、薄と改姓した。延熹6年（163年）に実父の身分が判明した後、鄧に復姓した。5人の親族たちも侯爵に封ぜられた。
延熹8年（165年）、桓帝が貴人郭氏を寵愛するようになると、猛女と郭氏の間で多くの確執が生じた。結局、猛女は廃位および暴室送りにされ、まもなく死去した。北邙山の貴族陵墓地に葬られた。

## 伝記資料
- 『後漢書』皇后紀下